# Eugène Devéria
Pour les articles homonymes, voir Devéria.
Eugène Devéria né à Paris le 22 avril 1805 et mort à Pau le 3 février 1865 est un peintre français romantique.

## Biographie
Eugène Devéria est le fils de François-Marie Devéria, chef de bureau au ministère de la Marine et Désirée François-Chaumont, originaire de Saint-Domingue, dont la famille a été ruinée par la Révolution. La famille Devéria compte cinq enfants : Achille, Désirée, Octavie, Eugène et Laure.
Cette grande famille, mais aux revenus modestes, est rapidement prise en charge par Achille, dont les talents d’illustrateur et le travail acharné assurent des rentrées financières régulières. C'est une famille d’artistes avec, non seulement Achille et Eugène, mais aussi Laure, la benjamine, qui montre un réel talent de dessinatrice et expose avec succès au Salon. Elle meurt prématurément au mois de mai 1838. 
Dans les années 1820-1830, le foyer parisien des Devéria attire artistes et musiciens : « Le romantisme était chez lui chez les Devéria comme on disait alors… », se souviendra des années plus tard le poète Théophile Gautier, grand ami d’Eugène.
Eugène Devéria montre des dispositions précoces pour le dessin ; son frère Achille, dont il fut l'élève, le fait d’abord entrer aux Beaux-Arts de Paris, où il étudie, sous la direction de Girodet-Trioson et de Guillaume Guillon Lethière. La seule Académie connue de l'artiste est conservée au Musée Bertrand à Châteauroux.
Les premiers envois d’Eugène Devéria au Salon datent de 1824, ils y sont peu remarqués. En 1827, en revanche, son tableau monumental La Naissance d'Henri IV connaîtra un triomphe. Son atelier était situé rue de l’Est no 7(voir : boulevard Saint-Michel no 115), dans la maison du statuaire Cartellier, où logeait également le sculpteur Louis Petitot; l’artiste occupait l'atelier du quatrième étage qu'il partageait avec Louis Boulanger, celui-ci achevait son Mazeppa, pendant qu’Eugène travaillait à sa Naissance d'Henri IV. Eugène qui fréquente assidûment Victor Hugo depuis 1824 avec son frère Achille, s’est inspiré, pour le sujet de son tableau, d’une nouvelle d’Abel Hugo, frère de Victor, parue dans Le Conservateur littéraire en 1820.
Eugène Devéria est, à cette époque, l'un des plus beaux espoirs du romantisme naissant. Nul début ne fut plus brillant ni ne fit de telles promesses. On put croire justement, quand fut exposée la Naissance d'Henri IV, que la France allait avoir son Paul Véronèse et qu’un grand coloriste était advenu. « L’artiste qui commençait par ce coup de maître avait vingt-deux ans à peine… », écrit Théophile Gautier en 1874 dans son Histoire du romantisme.
À la suite de ce succès, le jeune peintre reçoit de nombreuses commandes officielles : un tableau, destiné au plafond d'une salle du Louvre, intitulé Puget présentant son Milon de Crotone à Louis XIV - il change d'atelier, de la rue de l'Est, il s'installe en 1833 rue Notre-Dame-des-Champs no 27, non loin de l'atelier de son frère Achille no 45 - des portraits de personnages historiques pour le musée de l’Histoire de France que Louis-Philippe veut créer à Versailles ; il participe au chantier de l’église Notre-Dame-de-Lorette à Paris et à celui de Fougères en Bretagne… Mais le triomphe de 1827 ne se renouvelant pas, il accepte, en 1838, la proposition de quitter la capitale pour Avignon, où on lui propose de refaire tout le décor peint de la cathédrale Notre-Dame-des-Doms. L’ampleur de la tâche, l’insalubrité des lieux et une dramatique inondation -- où il manque périr avec sa famille -- épuisent le peintre qui, malade et affaibli, quitte la ville papale pour se rétablir en Béarn. À Orthez, il crayonne le portrait de deux protestants localement notoires chez qui ils se rend plusieurs fois : le pasteur Jacques Reclus et son épouse Zéline. En 1849 il fera le portrait de leurs fils Élisée Reclus.
En 1841, guéri, il s’installe définitivement à Pau où il restera jusqu’à sa mort. Il y fera venir sa famille : son épouse Caroline-Aglaé Lavie du Rauzel (ou Durauzel, 1793-1863), une créole qu’il connaît depuis de nombreuses années mais qu’il n’a épousée qu’en janvier 1841 ; sa fille Marie (1831-1856) et sa nièce Carry Chaumont, qu’il élèvera comme son propre enfant. En 1845, un autre de ses neveux, Théodule, vient rejoindre pour plusieurs années cette famille recomposée. Pour subvenir aux besoins de son foyer, Eugène Devéria donne des cours de dessin, réalise des portraits de riches hivernants à Pau ou, pendant l’été, se rend dans la station thermale des Eaux-Bonnes, proposant aux curistes portraits et petites scènes pittoresques. Il consacre beaucoup de ses œuvres aux Pyrénées, scènes de genre et portraits. Parallèlement, il poursuit de façon régulière ses envois de tableaux à Paris, où ils sont reçus dans une indifférence croissante. Son dernier envoi au Salon date de 1861 : La Réception de Christophe Colomb par Ferdinand et Isabelle.
La vie n’est pas facile pour le peintre et sa famille ; aussi Devéria n’hésite-t-il pas à chercher fortune à l’étranger, d'abord aux Pays-Bas (1849), puis, à trois reprises, en Angleterre et en Écosse (entre 1849 et 1853), dans l’espoir -- non suivi d’effets -- de séduire une riche clientèle aristocratique. Le peintre retournera aussi à Avignon (en 1856) pour poursuivre le chantier de Notre-Dame-des-Doms (laissé inachevé en 1841). Il y est accompagné de sa fille Marie, son élève ; mais la jeune fille meurt brutalement à son retour en Béarn le 27 novembre. Malgré un second séjour à Avignon (en 1857), Devéria ne pourra terminer ce qui devait être son grand œuvre.
Lorsque le peintre s’est installé en Béarn en 1841, il a recouvré une santé chancelante, mais il a aussi découvert la religion. C'est en effet à Pau qu'un ami lui conseille la lecture de la Bible. Il vient écouter, avec une grande attention, les prédications du pasteur Buscarlet et finit par se convertir au protestantisme en 1843. La religion protestante devient alors, autant que la peinture, le pivot de son existence. Il participe activement à la vie de son Église, à Pau comme à l’étranger : il donne des cours d’École du dimanche aux enfants, visite les malades, parle au temple… Sur son acte d’enterrement, le pasteur Cadier écrit le 4 février 1865 : « C’était une des colonnes et la gloire de notre Église, le Chrétien modèle, l’ami des enfants, des pauvres, des malades… » Converti fervent et prosélyte, il tente d’amener son entourage à sa nouvelle foi, par la parole et les écrits, exaspérant sa famille, Achille le premier, ainsi que ses anciens amis dont il se coupera progressivement.
Eugène Devéria meurt brutalement à Pau le 3 février 1865.

### Hommage
Pour le bicentenaire de sa naissance, en 2005, les musées de Pau lui ont consacré diverses manifestations.

### Élève
- Charles Antoine Marie Année.
- Auguste-Barthélemy Glaize.
- Just Veillat.

## Liste des œuvres
| Tableau | Titre | Date               | Dimensions     | Notes                      | Lieu de conservation                                                |
| ------- | --- | ------------------ | -------------- | -------------------------- | ------------------------------------------------------------------- |
|         | Un athlète (Kork), étude académique                                                                                  | vers 1820          | 90 x 70 cm     | Don Just Veillat           | Châteauroux, Musée Bertrand                                         |
|         | La Lecture de la sentence de Marie Stuart                                                                            | 1826               |                |                            | Angers, Musée des Beaux-Arts                                        |
|         | La Naissance d’Henri IV (esquisse)                                                                                   | 1827               | 45 × 37 cm     | Collection du Château      | Pau, Château de Pau                                                 |
|         | La Naissance d’Henri IV                                                                                              | 1827               | 484 × 392 cm   |                            | Paris, Musée du Louvre                                              |
|         | La Naissance d’Henri IV                                                                                              | Entre 1827 et 1833 | 490 × 390 cm   | Copie du tableau du Louvre | Pau, Musée des Beaux-Arts                                           |
|         | Puget présentant le groupe de Milon de Crotone à Louis XIV                                                           | 1833               | 45 × 38 cm     |                            | Paris, Musée du Louvre                                              |
|         | Portrait d'Antoine Julien Meffre-Rouzan                                                                              | 1833               |                |                            |                                                                     |
|         | Portrait de madame Jules-Antoine Droz                                                                                | 1833               |                |                            | Musée des Beaux-Arts de Houston                                     |
|         | Le Billet Doux | 1834               | 81 x 65 cm     |                            | Musée de Picardie                                                   |
|         | Vie du Christ 1 : Adoration des Mages                                                                                | 1835               | 421 × 186 cm   |                            | Chapelle du couvent des Clarisses Urbanistes de Fougères            |
|         | Vie du Christ 2 : Jésus au milieu des Docteurs                                                                       | 1835               | 421 × 186 cm   |                            | Chapelle du couvent des Clarisses Urbanistes de Fougères            |
|         | Vie du Christ 3 : La Résurrection de Lazare                                                                          | 1835               | 421 × 186 cm   |                            | Église Saint-Léonard de Fougères                                    |
|         | Vie du Christ 4 : La Descente de Croix                                                                               | 1835               | 421 × 186 cm   |                            | Chapelle du couvent des Clarisses Urbanistes de Fougères            |
|         | Vie du Christ 5 : La Résurrection                                                                                    | 1835               | 421 × 186 cm   |                            | Chapelle du couvent des Clarisses Urbanistes de Fougères            |
|         | Portrait d'une élégante                                                                                              | 1835               | 61 x 50 cm     |                            | Fondation Alexandre Vassiliev                                       |
|         | Condé et Mazarin, scène de la Fronde                                                                                 | vers 1835          | 94 x 73 cm     |                            | Orléans, musée des Beaux-Arts                                       |
|         | Le roi Louis-Philippe Ier prête serment, en présence des chambres, de maintenir la Charte de 1830, 9 août 1830.      | 1836               | 550 × 940 cm   |                            | Versailles, musée national des châteaux de Versailles et de Trianon |
|         | Bataille de La Marsaille, 4 octobre 1693                                                                             | 1837               | 465 × 543 cm   |                            | Versailles, Musée national des châteaux de Versailles et de Trianon |
|         | Saint Sébastien détaché par des saintes femmes                                                                       | 1837               |                |                            | Église Saint-Michel de Gaillac                                      |
|         | Louis-Félix Amiel (1802–1864)                                                                                        | 1837               | 61 × 50,2 cm   |                            | Metropolitan Museum of Art                                          |
|         | Prise de Saverne, 19 juin 1636                                                                                       | 1837               | 66 × 140 cm    |                            | Ambassade de France, Allemagne                                      |
|         | Famille bretonne en prière devant un oratoire de campagne                                                            | 1838               |                |                            | Musée des Beaux-Arts de Quimper                                     |
|         | Portrait d'Alexandre Desbiez de Saint-Juan ou Poète dans sa mansarde                                                 | 1839               |                |                            | Besançon, Musée des beaux-arts                                      |
|         | La Mort de Jeanne d’Arc                                                                                              | 1841               |                |                            | Angers, Musée des Beaux-Arts                                        |
|         | Inauguration de la statue d'Henri IV sur la place Royale de Pau par S.A.R. Mgr le duc de Montpensier. (27 août 1843) | 1843               | 63 × 81,5 cm   |                            | Pau, Château de Pau                                                 |
|         | Portrait présumé de Madame Courcier                                                                                  | 1845               | 61 × 50 cm     |                            | Pau, Musée des Beaux-Arts                                           |
|         | Portrait présumé de Monsieur Courcier                                                                                | 1845               | 61 × 50 cm     |                            | Pau, Musée des Beaux-Arts                                           |
|         | Le Christ portant sa Croix                                                                                           | 1846               | 147 × 211 cm   |                            | Pau, Musée des Beaux-Arts                                           |
|         | La Mort de Jane de Seymour                                                                                           | 1847               |                |                            |                                                                     |
|         | Scène des Fourberies de Scapin                                                                                       | 1849               | 58 × 47 cm     |                            | Pau, Musée des Beaux-Arts                                           |
|         | Embouchure de la Touques à Trouville                                                                                 | 1850               | 29 × 40 cm     |                            | Bernay, Musée des Beaux-Arts                                        |
|         | Les quatre Henri dans la maison de Crillon, à Avignon                                                                | 1856               | 216 × 180 cm   |                            | Pau, Château de Pau                                                 |
|         | Marie Devéria en amazone                                                                                             | 1856               | 208 × 115 cm   |                            | Pau, Musée des Beaux-Arts                                           |
|         | Portrait du Maréchal Bosquet                                                                                         | 1857               | 135 × 110 cm   |                            | Pau, Musée des Beaux-Arts                                           |
|         | Pigeon ramier suspendu le long d'une muraille                                                                        | 1857               | 65 x 54 cm     | huile sur toile            | Orléans, Musée des Beaux-Arts                                       |
|         | Le divorce d'Henri VIII : le cardinal de Wolsey prévenant Catherine d'Aragon                                         | ?                  | 73,5 x 60 cm   | huile sur toile            | Orléans, Musée des Beaux-Arts                                       |
|         | Le Retour du marché                                                                                                  | 1860               | 83 × 66 cm     |                            | Pau, Musée des Beaux-Arts                                           |
|         | Réception de Christophe Colomb par Ferdinand et Isabelle                                                             | 1860               | 492 × 375 cm   |                            | Clermont-Ferrand, Musée d'Art Roger-Quilliot                        |
|         | Christophe Colomb à la cour de Ferdinand et Isabelle                                                                 | 1861               | 140 × 110 cm   |                            | Pau, Musée des Beaux-Arts                                           |
|         | La mort de Calvin | 1863               | 80 × 102 cm    |                            | Noyon, Musée Calvin                                                 |
|         | Portrait de Charles Theodule Deveria                                                                                 | 1864               | 100 × 81 cm    |                            | Paris, Musée du Louvre                                              |
|         | Anne Boleyn jouant de la harpe devant Henri VIII                                                                     | v. 1864-1865       | 56 × 45,8 cm   |                            | Caen, musée des Beaux-Arts de Caen                                  |
|         | |                    |                |                            |                                                                     |
|         | Lady Rowena recevant la cassette de Rebecca                                                                          | ?                  | 485 × 400 cm   |                            | Dijon, musée Magnin                                                 |
|         | La Charité de saint Vincent                                                                                          | ?                  |                |                            | Montpellier, Chapelle de la Miséricorde                             |
|         | Paysannes de la vallée d'Ossau                                                                                       | ?                  | 24,5 × 19 cm   | aquarelle                  | Pau, Musée des Beaux-Arts                                           |
|         | Portrait d’Amaury-Duval                                                                                              | ?                  | 65,4 × 54,2 cm |                            | Autun , Musée Rolin                                                 |
|         | Portrait du baron Louis                                                                                              | ?                  |                |                            | Toul, musée d'art et d'histoire                                     |
|         | Portrait d'Esprit Calvet                                                                                             | ?                  |                |                            |                                                                     |
|         | Portrait d'Honoré de Balzac                                                                                          | ?                  |                |                            | Tours, Musée des Beaux-Arts                                         |
|         | Portrait du docteur Léonce Manes                                                                                     | ?                  | 44 × 33 cm     |                            |                                                                     |
|         | Portrait de Pierrine Gaston-Sacaze                                                                                   | ?                  | ?              |                            |                                                                     |

### Dessins
- Les Peaux-Rouges[18],[19],[20],[21],[22]plume et encre noir sur papier, 1845. La Rochelle, musée du Nouveau Monde. Deveria aurait pris ses modèles présentés dans la galerie indienne de l'américain Georges Catlin, salle Valentino à Paris.
- Odalisque, plume, encre brune, lavis brun, rehauts de blanc, H. 0,110 ; L. 0,160 m[23]. Paris, Beaux-Arts de Paris[24]. C'est une vision rêvée de la femme orientale. Comme Ingres, Devéria n'a jamais voyagé en Orient, il s'inspire entre autres des écrits de Byron. L'attitude désinvolte et la beauté lascive de son odalisque au centre d'un décor sophistiqué et saturé accentuent l'intimité de la scène.
- Rosalie de Voulx (1840-1925) en costume de gitane, vers 1860, pierre noire sur papier vélin, 50 x 32,3 cm, Orléans, musée des Beaux-Arts[25].
- Portrait de Mrs Elisabeth Copeland en tenue de deuil, vers 1850-1851, pastel sur papier marouflé sur toile, 51 x 44 cm, Orléans, musée des Beaux-Arts[26].